# Горьковский автомобильный завод
Го́рьковский автомоби́льный заво́д (сокращённо ГАЗ) — советское и российское крупное автомобилестроительное предприятие, расположенное в Нижнем Новгороде.

## История

### Предыстория
31 мая 1929 года ВСНХ СССР и американская фирма Ford Motor Company заключили соглашение о технической помощи по организации и налаживанию массового производства легковых и грузовых автомобилей. Основой производственной программы были выбраны модели Ford-A и Ford-АА. Завод полного цикла проектировался американским архитектурным бюро Альберта Кана по образцу завода «Ривер-Руж», техническое руководство строительством осуществляла американская компания «Остин», строительство вёл трест «Металлострой».

### 1941—1945 годы (Великая Отечественная война)
В годы Великой Отечественной войны предприятие было целиком переориентировано на выпуск военной техники.
В начальный период войны в кратчайшие сроки был освоен выпуск легкового армейского автомобиля повышенной проходимости ГАЗ-64. В октябре 1941 года завод освоил выпуск лёгкого танка Т-60, конструкция которого была усовершенствована заводчанами с целью повышения его эксплуатационных характеристик. Тогда же с учётом бо́льших возможностей ГАЗа по сравнению с московским заводом № 37, разработавшим Т-60, началось проектирование нового лёгкого танка Т-70 с усиленным бронированием и вооружением, в декабре 1941 г. был построен его прототип, в серию боевая машина пошла с апреля 1942 года. Впоследствии Т-70 стал вторым по численности танком Красной Армии. Одновременно, весной 1942 года на производство встал лёгкий бронеавтомобиль БА-64, разработанный на базе армейского внедорожника ГАЗ-64. В 1943 году были освоены модернизированный (с уширенной колеёй) бронеавтомобиль БА-64Б и унифицированный с ним по шасси легковой армейский автомобиль повышенной проходимости ГАЗ-67.Танковое конструкторское бюро ГАЗ под руководством Николая Александровича Астрова в течение второй половины 1942 года работало над усилением ходовой части Т-70, стремясь устранить его недостаток — одноместную башню. В октябре 1942 года с конвейера стал сходить модернизированный Т-70М, а в декабре того же года был успешно испытан и принят на вооружение новый лёгкий танк Т-80 с двухместной башней. Поскольку очень велика была потребность Красной Армии в самоходной артиллерии, в производство на ГАЗЕ была запущена лёгкая самоходно-артиллерийская установка (САУ) СУ-76 (СУ-12). Поскольку переход на изготовление лёгкого танка Т-80 мог повлечь за собой снижение выпуска Т-70М и СУ-76, его производство перенесли в Мытищи на заводе № 40, а горьковчане построили пять опытных и предсерийных машин этого типа. В 1943 году работы танкового КБ были сосредоточены на совершенствовании САУ СУ-76, поскольку её первый вариант обладал серьёзным конструктивным дефектом моторно-трансмиссионной группы, усовершенствованная модель (СУ-15, а позже СУ-76М второй версии) была избавлена от этого недостатка. Также конструкторы ГАЗА разработали несколько опытных образцов колёсной и гусеничной бронетехники, которые не пошли в серию по различным причинам, например, САУ КСП-76, ГАЗ-74 и так далее. В сентябре 1943 года был освоен модернизированный легковой армейский автомобиль повышенной проходимости ГАЗ-67Б, выпускавшийся и в послевоенное время. Кроме того, ГАЗ массово выпускал двигатели, миномёты и прочую продукцию военного назначения. 
За годы Великой Отечественной войны на ГАЗ было выпущено:
- автомобилей — 176 221 шт. (включая сборку из ленд-лизовских комплектов грузовиков Ford G8T и Chevrolet G7107);
- танков — около 12 000 шт.;
- самоходных установок — более 9000 шт.;
- бронеавтомобилей — более 9000 шт.;
- аэросаней — 309 шт.;
- колясок для мотоциклов РККА — св. 35 000 шт.;
- колёс для автомобилей (для смежных заводов) и артиллерийских орудий — св. 2 500 000 шт.;
- миномётов — 24 000 шт.;
- автомобильных моторов — 232 000 шт.;
- авиационных моторов — около 9000 шт.;
- снарядов для ракетной установки «Катюша» — 30 000 шт.;
- снарядов артиллерийских — более 12 000 000 шт.;
- мин — более 11 000 000 шт.;
- взрывателей к авиабомбам — св. 11 000 000 шт.

В годы войны завод стал одной из главных целей немецких бомбардировок в Горьком. В 1943 году налёты были наиболее массовыми, только за месяц, с 4 по 22 июня, германская авиация бомбила ГАЗ семь раз. Серьёзные разрушения получили 50 корпусов и зданий. Прервалось поточное производство. 35 тыс. ремонтников, монтажников и строителей, работая по 18—19 часов в сутки, восстановили завод за 100 дней. Однако пришлось отказаться от выпуска технологически сложного трёхосного грузовика ГАЗ-ААА, на некоторое время было остановлено производство и прочей автомобильной техники и броневиков БА-64. Однако изготовление и сдача войскам лёгкого танка Т-70 не прекращались ни на день, хотя майские показатели заводчанам удалось перекрыть только в октябре 1943 года. Выдающимися конструкторами — новаторами в создании боевой техники показали себя А. А. Липгарт, Н. А. Астров, В. А. Дедков, В. А. Грачёв, А. М. Кригер, Л. В. Косткин, Ю. Н. Сорочкин, В. К. Рубцов.
Правительством СССР был высоко оценён труд автозаводцев в годы войны. Завод был награждён орденами Ленина, Красного Знамени и Отечественной войны I степени.

### 1946—1991 годы (Послевоенные годы и до распада СССР)

ГАЗ-21Р «Волга» (1962—1970)

По окончании Великой Отечественной войны на заводе была проведена работа по замене всего довоенного модельного ряда, разработка которого была начата частично до войны и активно возобновилась в 1943—1945 гг. Уже в первом послевоенном 1946 году в серию пошла «Победа» М-20 (прототип в 1944 году) и 2,5-тонный грузовик ГАЗ-51 (прототип в 1943 году). В 1947-м производство полуторки ГАЗ-ММ было передано на УльЗИС. Тогда же освоен выпуск гусеничного снегоболотохода ГАЗ-47. В 1948 году освоен полноприводной грузовик ГАЗ-63, а в 1949-м создан прототип джипа ГАЗ-69 «Труженик». В 1950-м с конвейера начал сходить представительский седан большого класса ЗиМ, началось серийное производство бронетранспортёра БТР-40 (ГАЗ-40). В 1953—1954 годах было освоено производство джипов ГАЗ-69 и ГАЗ-69А (в 1955—1956 годах переданных на Ульяновский автомобильный завод — УАЗ), а также первого комфортабельного внедорожника с несущим кузовом М-72 на агрегатах ГАЗ-69.
В период с 1935 по 1957 год завод назывался ГА «ЗиМ», то есть Государственный автомобильный «Завод имени Молотова» г. Горький  .  

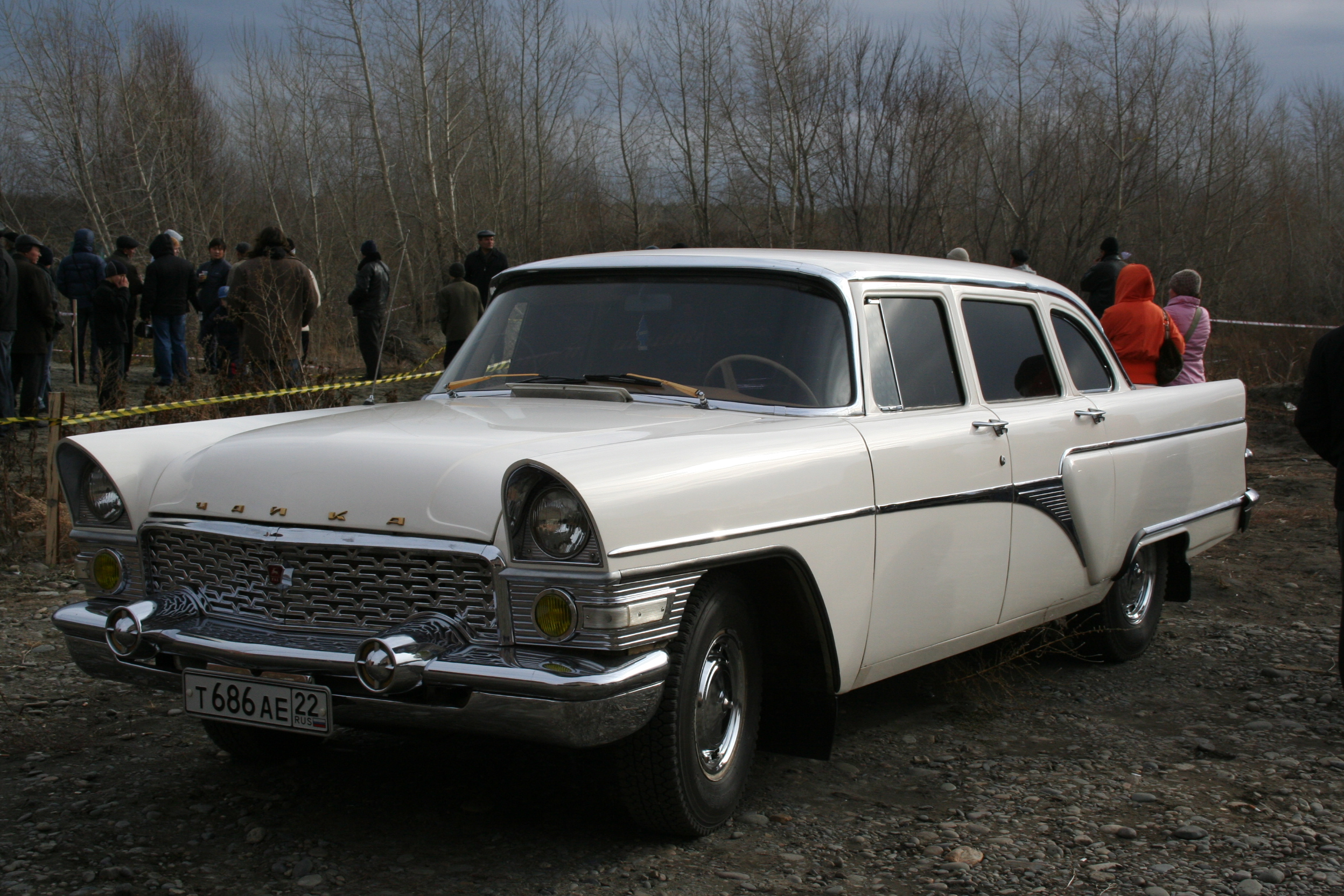
ГАЗ-13 (1959—1981)

В 1956 году на смену «Победе» пришёл седан среднего класса «Волга» ГАЗ-21, претерпевший на пути к массовому производству ряд модернизаций. В 1959-м «ЗиМ» сменила элегантная «Чайка» ГАЗ-13, продержавшаяся в производстве свыше двух десятилетий.
Советской экспозиции, в которую входили в числе прочих ГАЗ-21 «Волга», ГАЗ-13 «Чайка» и грузовик ГАЗ-52 на Всемирной выставке в Брюсселе в 1958 году была присуждена высшая награда — Гран-при.
Во второй половине 1950-х годов ведётся подготовка производства третьего поколения грузовых автомобилей, включавшего модели ГАЗ-56 (грузоподъёмность 1,5 т), ГАЗ-52 (2,5 т) и ГАЗ-53 (3,5 т). Для Советской армии в 1958-м был освоен десантный 1,2-тонный грузовик ГАЗ-62 с кабиной над двигателем. К сожалению, по ряду причин полуторка ГАЗ-56 в серию так и не пошла, а освоение производства грузовиков ГАЗ-52 и ГАЗ-53 затянулось до 1960-х.
В 1960-е годы завершилось обновление линейки грузовых автомобилей. Вставшие на конвейер ГАЗ-52 (1961), ГАЗ-53 (1961) и ГАЗ-66 (1964) образовали третье поколение грузовых автомобилей ГАЗ. На ГАЗ-53 и ГАЗ-66 начали устанавливать новые силовые агрегаты с мощным карбюраторным двигателем V8. 
С начала 1960-х годов на смену знаменитой «21-й» «Волге» велась разработка легкового автомобиля ГАЗ-24 «Волга», опытно-промышленная партия которого была готова в 1968 году, а с 1970 года началось массовое производство. Автомобиль был отмечен наградами: золотыми медалями на Международных выставках в 1969 году в Пловдиве (Болгария) и в 1970 году в Лейпциге (ГДР). Производство ветерана ГАЗ-21 было свёрнуто в июле 1970 года, а в апреле 1975 года, с производства был снят другой ветеран — ГАЗ-51А. Последний сошедший с конвейера легендарный грузовик отправился в Музей истории ГАЗ.

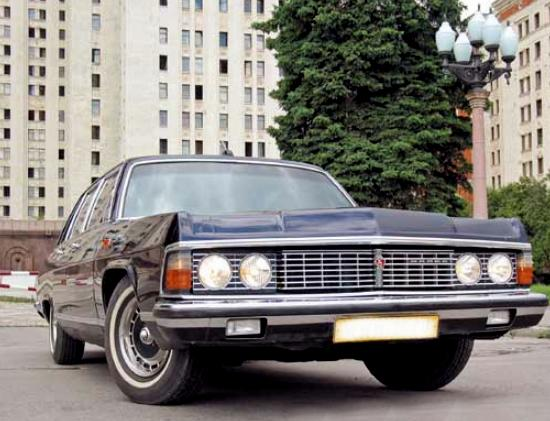
ГАЗ-14 «Чайка» (1977—1989)

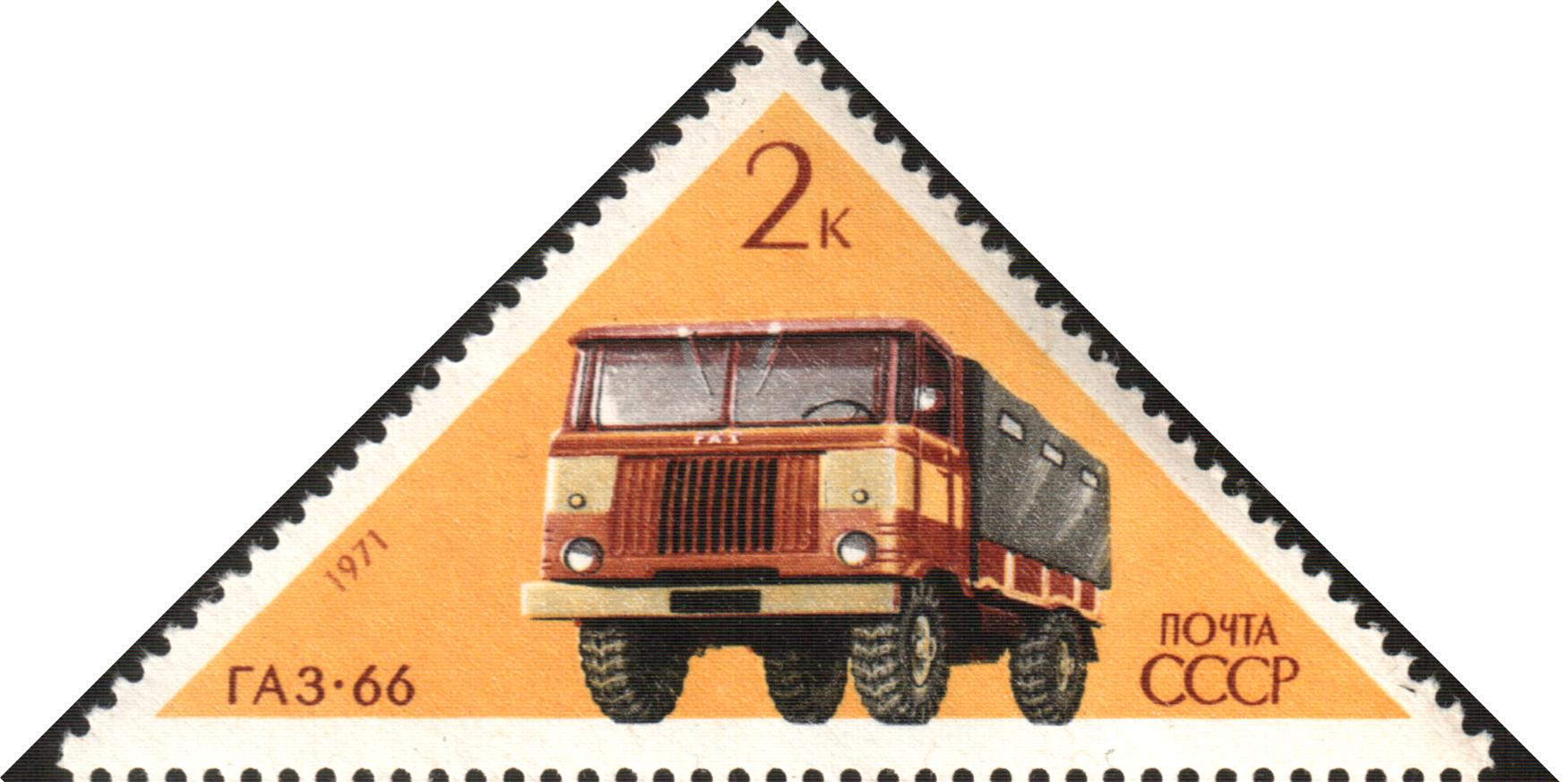
Автомобиль ГАЗ-66 (1964—1999) на почтовой марке (1971)

В 1977 году начался выпуск ГАЗ-14 «Чайка» — представителя третьего поколения легковых автомобилей большого класса. 
Также в 1970-е годы провели реорганизацию производства: 24 августа 1971 года на базе заводов-филиалов и производств головного предприятия образовано производственное объединение «Автогаз». В 1973 году оно переименовано в ПО «ГАЗ», в состав которого вошли 11 заводов.
За успешное освоение производства новых грузовых и легковых автомобилей для народного хозяйства в 1971 году автозавод ГАЗ награждён орденом Ленина.
В эти годы начинается разработка следующего поколения грузовых автомобилей ГАЗ с прицелом на их дизелизацию, а также намечается существенная модернизация «Волги».
В марте 1981 года с конвейера завода сошёл 10-миллионный автомобиль ГАЗ.
В 1980-е годы, руководствуясь правительственной программой дизелизации, ГАЗ начинает работу над грузовиком четвёртого поколения и дизельным двигателем для него. В 1984 году был собран первый грузовой автомобиль ГАЗ-4301 с дизельным двигателем воздушного охлаждения.
Дизелизация в 1980-х годах стала приоритетным направлением развития предприятия. Строительство завода дизельных двигателей началось в 1984 году, но пуск завода автомобильных моторов ГАЗ произошёл уже в 1993 году.
На фоне этого долгостроя в производстве легковых автомобилей наметился определённый застой. Появившаяся в 1981 году «новая Волга» ГАЗ-3102 с двигателем с форкамерно-факельным зажиганием и передними дисковыми тормозами, была не принципиальной новинкой, а лишь глубоким рестайлингом «24-ки». К тому же объёмы её производства были ограничены несколькими тысячами в год. В результате престижная «31-я» модель «Волги» заняла нишу между обычной «Волгой» и «Чайкой» и, как и последняя, предназначалась исключительно для обслуживания руководства важных государственных учреждений. В то же время ГАЗ-24, модернизированный в 1985 году и получивший индекс ГАЗ-24-10, продолжал поступать в таксопарки и в ограниченном количестве продаваться частным владельцам (преимущественно через сеть чековых магазинов «Берёзка»).
23 сентября 1987 с конвейера сошли первые ГАЗ-24-12 «универсал» и ГАЗ-24-13 «санитарная», изготовленные на базе ГАЗ-24-10.
В конце 1980-х началась разработка принципиально нового семейства легковых автомобилей с передним и полным приводом. Первым началось проектирование представительского седана ГАЗ-3105, который впоследствии выпускался ограниченной серией. Предназначенные для массового производства седаны ГАЗ-3103 (передний привод) и ГАЗ-3104 (полный привод) из-за кризиса в 1990-х так и не стали серийными.
В 1989 году на волне перестройки на заводе начались инициативные работы по созданию малотоннажного грузовика полной массой до 3,5 тонн для нужд только появившегося в то время малого бизнеса. Благодаря системе конструирования САПР и ускоренной процедуре испытаний будущее семейство «Газель» встало на конвейер в рекордно короткие сроки — уже в первой половине 1990-х годов.
С конца 1989 года на конвейер встал переходный от третьего к четвёртому поколению грузовик ГАЗ-3307.
Проектная мощность и выпуск автомобилей заводом к концу советского периода превышали 300 тысяч в год, около половины из числа которых составляли легковые автомобили.

### Настоящее время
После распада СССР промышленность России погрузилась в глубокий системный кризис. ГАЗ стал одним из первых крупных предприятий страны, попытавшихся адаптироваться к новым рыночным условиям. В ноябре 1992 года Горьковский автомобильный завод был преобразован в акционерное общество открытого типа (ОАО). Президентом ОАО «ГАЗ» был избран Николай Пугин.
С начала 1990-х среднетоннажный карбюраторный грузовик ГАЗ-3307 переходного поколения, а также призванные ему на смену дизельные модели четвёртого поколения: ГАЗ-4301, ГАЗ-3306 и ГАЗ-3309 с оригинальными дизелями ГАЗ воздушного охлаждения, потеряли массовый рынок и уже не могли обеспечить полной загрузки мощностей и дальнейшего успешного финансового существования огромного градообразующего предприятия в условиях отсутствия господдержки. Зато огромный со времён СССР отложенный спрос на легковые автомобили позволил ГАЗу увеличить выпуск «Волги» в 1,8 раза (с ~70 до 125 тыс. машин в год).
Попутно осуществлялась перманентная модернизация семейства «Волга». Так, в 1992 году появился седан ГАЗ-31029, отличавшийся от прежней модели ГАЗ-24-10 преимущественно осовремененным дизайном передней и задней частей кузова. Параллельно на базе «Волги» был создан развозной пикап ГАЗ-2304 «Бурлак», так и не пошедший в серию по причине резкого увеличения выпуска легковой модели. Мелкосерийный седан бизнес-класса ГАЗ-3105, намечавшийся на место «Чайки», спроса не нашёл из-за высокой стоимости, которая была связана, прежде всего, с отсутствием отечественных технологий производства современных комплектующих и аксессуаров, а также всё усиливающейся конкуренцией со стороны престижных иномарок.
Появившийся в июле 1994 года малотоннажный грузовик «Газель» полной массой 3,5 т стал самой востребованной автомашиной малотоннажной серии в зарождающемся классе LCV. Первый миллион «Газелей» будет выпущен за 11 лет.
- В декабре 1995 года — собран 15-миллионный автомобиль марки «ГАЗ».

Микроавтобус ГАЗ-32213 семейства «Газель», освоенный весной 1996 года, стал основой возрождённого массового вида общественного транспорта — маршрутного такси.
В 1996 году ГАЗ стал первым в России производителем, применившим на своих моделях двигатели с 4 клапанами на цилиндр. Это были 2,3-литровые 4-цилиндровые моторы семейства ЗМЗ-406. Однако они ещё долго не могли вытеснить морально устаревшие карбюраторные двигатели семейства ЗМЗ-402, ведущие свою родословную с 1958 года, по причине их более низкой стоимости.
В 1997 году была проведена очередная модернизация «Волги». Новая модель получила индекс ГАЗ-3110. В том же году ГАЗ приобрёл лицензию у австрийской компании Steyr на производство малолитражных дизельных двигателей для легковых автомобилей, микроавтобусов и лёгких грузовиков. Также в 1997 году ГАЗ заключил соглашение с итальянским концерном Fiat о создании совместного предприятия под названием «Нижегород-моторс» по сборке легковых автомобилей Fiat. Под новое СП были подготовлены площади цехов бывшего завода дизельных двигателей ГАЗ, простаивавшие после сворачивания их выпуска, но из-за дефолта 1998 года проект не состоялся. Во второй половине 1998 года в производство было запущено второе семейство малотоннажных грузовиков и микроавтобусов ГАЗ «Соболь» полной массой до 2,8 т. В 1999 году внедорожный грузовик двойного назначения ГАЗ-66, выпущенный почти миллионным тиражом, был заменён более совершенным капотным грузовиком ГАЗ-3308 «Садко», также принятым на вооружение Российской армии.
Со второй половины 1990-х проводились активные работы по созданию семейства малотоннажных пикапов и внедорожников ГАЗ-2308 «Атаман», ГАЗ-23081 «Атаман Ермак» и ГАЗ-3106 «Атаман-2». В 1998 году на заднеприводной платформе «Волга» был разработан «переходный» седан ГАЗ-3111, призванный укрепить позиции ГАЗа в бизнес-классе (сегмент Е2) до момента освоения в серии перспективных моделей ГАЗ-3103 и ГАЗ-3104, основанных на платформе модели ГАЗ-3105. Однако после дефолта 1998 года даже стоимость не столь сложной модели ГАЗ-3111 оказалась слишком высокой для «просевшего» рынка.
С конца 1990-х ГАЗ начал конструкторские работы по созданию перспективного среднетоннажного низкорамного грузовика ГАЗ-3310.
В 1990-е годы ГАЗ развернул сотрудничество с мировыми производителями оборудования и автокомпонентов:
- Lucas — производство тормозных систем и прочих комплектующих;
- INGERSOLL-RAND — производство высококачественного инструмента;
- Haden — производство окрасочных комплексов;
- CZ — производство турбокомпрессоров для дизельных двигателей;
- Bosch — производство электрооборудования для автомобилей;
- Lear — производство сидений.

В ноябре 2000 года контрольный пакет ОАО «ГАЗ» был приобретён компанией «Базовый элемент» Олега Дерипаски. В 2001 году ГАЗ вошёл в состав автомобилестроительного холдинга «РусПромАвто», который в результате кардинальной реструктуризации 2005 года преобразован в холдинг «Группа ГАЗ», где ГАЗу отведена роль головного предприятия. Соответственно все продукты «Группы» были распределены между дивизионами, сформированными по производственному, а не территориальному принципу. Специализация ГАЗа по выпуску лёгких и средних коммерческих автомобилей была сохранена. По данным «Группы» она занимает лидирующее место в России по выпуску лёгких коммерческих автомобилей.
Уже в конце 2000 года на ГАЗе началась крупная реорганизация. Впоследствии ряд перспективных направлений, в том числе программа выпуска пикапов и внедорожников «Атаман», легковой автомобиль ГАЗ-3115 сегмента D и ряд других проектов были свёрнуты из-за недостатка финансовых средств и низкой маркетинговой привлекательности. Была кардинально реорганизована дилерская сеть (по сути она была создана с нуля), проведена полная финансовая ревизия предприятия, ряд непрофильных активов выведен за рамки ОАО. Эти меры позволили сначала уменьшить убыточность, а к середине десятилетия выйти на уровень рентабельности. Основное внимание было уделено развитию самого конкурентоспособного направления — лёгким коммерческим автомобилям полной массой до 3,5 т (Light Commercial Vehicle).
В 2005 году предприятие смогло освоить серийный выпуск нового семейства низкорамных среднетоннажных грузовиков ГАЗ-3310 «Валдай», а общее оживление экономики повысило спрос и на традиционные среднетоннажные грузовики ГАЗ-3307, 3309 и ГАЗ-3308 «Садко». В 2005-м и 2006 годах «Группа ГАЗ» предпринимала существенные усилия по преодолению технологического и временного отставания от ведущих мировых производителей. В число стратегических целей «Группы ГАЗ» входило увеличение масштабов бизнеса и вхождение в клуб глобальных игроков международного автомобильного рынка. Основное внимание «Группа ГАЗ» сосредоточила на сегментах лёгких коммерческих автомобилей, легковых автомобилей класса Е и силовых агрегатов. Дивизион «LCV» в 2006 году был увеличен за счёт приобретения «Группой ГАЗ» английской фирмы LDV Group, специализирующейся на производстве лёгких переднеприводных фургонов Maxus полной массой до 3,5 т. В мае 2008 года ГАЗ приступил к сборке в Нижнем Новгороде фургонов и микроавтобусов Maxus из английских крупноузловых комплектов. По мере локализации и перехода на технологию CKD сборки, объём производства Maxus должен был составить 50 тыс. в год, но из-за кризиса и банкротства LDV проект до этой стадии так и не дошёл и был свёрнут в середине 2009 года.
До 2005 года функционировал как единое ОАО «ГАЗ», в ходе реструктуризации сборочные производства легковых и грузовых автомобилей выделены в отдельное дочернее общество — ООО Автомобильный завод «ГАЗ» (Автомобильный завод «Горьковский автомобильный завод»). В августе 2009 года, после сокращений, на ОАО «ГАЗ» (ныне объединяет автокомпонентные производства предприятия) и ООО Автомобильный завод «ГАЗ» работало 27 000 человек, к 2013 году численность персонала сократилась уже до 25 000 человек.
С 2005 года Горьковский автозавод входит в один из крупнейших автомобилестроительных холдингов России «Группа ГАЗ». Предприятие объединяет два дивизиона «Группы ГАЗ» — Дивизион «Лёгкие коммерческие и легковые автомобили» и Дивизион «Автокомпоненты». В Дивизион «Лёгкие коммерческие и легковые автомобили» входят мощности ГАЗа по выпуску автомобильной техники, в Дивизион «Автокомпоненты» — заготовительные производства завода (металлургическое, кузнечное и инструментальное и прессово-рамное производства; производство арматуры, колёс и рулевого управления; корпус цветного литья; завод автомобильных агрегатов; завод штампов и пресс-форм).
Из-за конфликта по ценам на двигатели с ЗМЗ в 2006—2008 годах часть выпуска «Волг», «Соболей» и «ГАЗелей» оснащалась импортными двигателями Chrysler 2,4 л.
Дивизион «Легковые автомобили» осуществил в июне 2007 года рестайлинг салона седанов «Волга» (31105 и 3102), но падение спроса на морально устаревшие модельный ряд и кризис заставили ГАЗ свернуть в конце 2008 года производство данных моделей. В развитие легкового модельного ряда «Группа ГАЗ» купила в 2006 году у концерна DaimlerChrysler сборочное предприятие «Стерлинг-Хиллз», производившее среднеразмерные седаны Chrysler Sebring и Dodge Stratus. На оборудовании, вывезенном из США, с июля 2008 года был организован выпуск собственной модели сегмента Е Volga Siber. Объём производства Volga Siber предполагался в количестве 65 тыс. в год, но модель оказалась непопулярной, и после выпуска 8,7 тыс. автомобилей сборка была свёрнута в конце 2010 года.
В сентябре 2008 года ГАЗ столкнулся с финансовым кризисом, а с октября — с кризисом сбыта. В четвёртом квартале 2008 года и в январе 2009 года ГАЗ несколько раз останавливал конвейер с целью разгрузки затоваренных площадок готовой продукции. В связи с возникновением серьёзной задолженности перед поставщиками, а также оферты по облигациям на сумму $147 млн, в начале февраля Правительством РФ было принято решение об оказании финансовой поддержки «Группе ГАЗ».
В связи с кризисом руководство ГАЗа предприняло различные антикризисные пакеты мер, так, с конца 2008 года введена более короткая рабочая неделя и сокращён персонал (со 105 до 95 тыс.). Несмотря на остановку в ноябре 2008 года конвейерного производства седанов 31105 и 3102 морально устаревшего семейства «Волга», предполагалось осуществить их удешевление и при наличии спроса снова запустить в производство. Однако возобновления спроса так и не последовало и весной-летом 2009 года легковой конвейер был демонтирован, в дальнейшем на нём предполагается сборка иномарок. Планы по выпуску в 2009 году новой модели Volga Siber были скорректированы до 8 тыс., а позже и до 3 тыс., фактически было произведено только 1717 седанов, из которых реализованы 428 машин. В 2009 году Volga Siber была включена в список отечественных автомобилей для централизованных госзакупок, но не попала в официальный список легковых моделей с дотируемыми кредитами для физических лиц. В 2010 Siber попал в список моделей, включённых в программу утилизации, за счёт чего ГАЗ смог произвести за 10 месяцев 2010 года запланированный объём в 5,1 тыс. седанов и свернул 31 октября их производство.
6 мая 2009 года «Группа ГАЗ» продала малайзийскому концерну Weststar свой британский завод LDV Holdings, который принадлежал российскому концерну на протяжении трёх лет и выпускал коммерческие автомобили под маркой Maxus. Поставки сборочных комплектов Maxus на ГАЗ были прекращены в том же 2009 году, а модель выведена с российского рынка.
Для сохранения продаж лёгких коммерческих автомобилей ГАЗ разработал удешевлённую до $6000 версию «Газель» с двигателем УМЗ-4216 и облегчённой кабиной. Однако модель не пользовалась спросом — была выпущена лишь ограниченная партия около 700 машин.
4 февраля 2010 года «Группа ГАЗ» начала серийный выпуск модернизированных семейств лёгких коммерческих автомобилей «Газель-Бизнес» и «Соболь-Бизнес». Продажа модернизированных автомобилей через дилерскую сеть начата 25 февраля 2010 года.
20 июля 2010 года «Группа ГАЗ» начала серийный выпуск дизельной модификации автомобиля «Газель-Бизнес».
В конце октября 2010 года ГАЗ объявил о начале производства 4-тонной версии ГАЗ-33106 с двигателем Cummins ISF 3.8.
31 октября 2010 года прекращено производство Volga Siber.
23 декабря 2010 года концерн Daimler и «Группа ГАЗ» подписали соглашение об организации производства лёгких коммерческих автомобилей Mercedes-Benz Sprinter (серии W901-W905) на Горьковском автозаводе. Выпуск LCV начат в 2013 году.
В 2010 году ГАЗ произвёл 70,3 тыс. грузовых автомобилей (+78,1 % к 2009 году). Через дилерскую сеть ОАО «ГАЗ» в 2010 году было реализовано 83,25 тыс. грузовых автомобилей и автобусов (+61,6 % к 2009 году), включая экспорт в более чем 30 стран мира.
Если доля ГАЗа в производстве LCV и микроавтобусов в стране составляет около 59 %, то в производстве легковых автомобилей его доля упала до 0,4 % и на этом присутствие самостоятельной марки «ГАЗ» в легковом секторе закончилось. Однако предприятие вернулось в легковой сегмент за счёт сборки иностранных брендов Chevrolet, Volkswagen и Skoda.
В начале февраля 2011 года «Группа ГАЗ» и американский концерн GM подписали соглашение о контрактной сборке на мощностях ГАЗ нового поколения модели Chevrolet Aveo. Начало сборки состоялось в феврале 2013 года.
В середине июня 2011 года Volkswagen Group Rus и группа ГАЗ подписали соглашение на восемь лет о контрактной сборке 110 000 легковых автомобилей в год на мощностях ГАЗа. Соглашение подписано в рамках перехода Volkswagen на новый режим промсборки автомобилей в России. Сборка моделей VW Jetta, Škoda Yeti и Škoda Octavia будет осуществляться на базе линии Volga Siber. Производство легковых моделей собственной разработки в ближайшее время пока не предполагается.
9 апреля 2013 года было начато серийное производство автомобиля «Газель Next», которая является «Газелью» второго поколения. Изначально этот автомобиль был разработан с целью экспорта в другие страны. Выпуск «Газели Next» будет идти параллельно, вместе с выпуском «Газели Бизнес». Сначала с конвейера будет сходить 45 новых лёгких коммерческих грузовиков в сутки, а через два месяца планируют выпускать 150 автомобилей в сутки.
В марте 2017 года в СМИ распространилась информация о том, что группа ГАЗ планирует возродить бренд «Волга» для выпуска под ним малотоннажных грузовых автомобилей.
6 декабря 2017 года на территории ГАЗ во время празднования 85-летия завода Владимир Путин объявил о выдвижении кандидатуры на выборы президента России.
В 2019 году предполагалось перевести предприятие на четырёхдневную рабочую неделю, из-за санкций США.
В 2020 году «Группа ГАЗ» запустила продажу внедорожных грузовиков «Садко Некст» грузоподъёмностью до трёх тонн.
В январе 2021 года «Группа ГАЗ» открыла продажу на новый среднетоннажный грузовой автомобиль «Валдай NEXT».
18 февраля 2021 года «Группа ГАЗ» официально презентует «Валдай NEXT» во всех дилерских автосалонах страны.
В июле 2025 года стало известно о решении автозавода уже в августе перейти на четырёхдневную рабочую неделю с целью сохранить рабочие места, адаптировав производственную программу под рыночную ситуацию, и организовать равномерную загрузку производств. При этом руководство компании сообщило о намерении сохранить для сотрудников все социальные льготы. Причинами принятия решения было названо падение рынка коммерческого транспорта: в первом полугодии авторынок в сегменте среднетоннажных грузовиков сократился почти на 40%, лёгких коммерческих автомобилей — на 30%, автобусов — на 60%. Об аналогичных мерах также объявили КАМАЗ и АвтоВАЗ.

#### Производство легковых автомобилей
На переоборудованной «легковой» производственной линии Горьковский автозавод с конца 2012 года развернул контрактную мелкоузловую и крупноузловую сборку автомобилей Skoda Yeti (выпуск завершился в 2018 году), Skoda Octavia, Skoda Kodiaq, Skoda Karoq и Volkswagen Jetta (выпуск также завершился в 2018 году) компании VOLKSWAGEN Group Rus. С 2021 на этой же площадке собиралась новая модель Volkswagen Taos. С 2013 по 2015 на производственных мощностях ГАЗа также производился компактный Chevrolet Aveo в кузовах хетчбэк и седан.
Весной 2022 года из-за окончания производственной лицензии, выданной властями США, сборка автомобилей концерна Volkswagen была прекращена.

#### Возобновление производства
3 Января 2024 года вице-премьер — глава Минпромторга РФ Денис Мантуров на площадке Координационного центра правительства РФ на Международной выставке-форуме «Россия» рассказал в интервью ТАСС о планах возобновить производство автомобиля «Волга» в середине 2024 года.
По его словам новые модели легендарного автомобиля получат современный облик, однако логотип останется прежним.
В июне 2023 года уже сообщалось, что группа «Группа ГАЗ» обсуждает возобновление производства «Волги» на условиях привлечения технологического партнёра.
В мае 2024 года в Нижнем Новгороде, на выставке «ЦИПР-2024» представили новые автомобили «Волга». В ней были представлены классы K40, K30, и C40

## Награды
- Два ордена Ленина
- орден Красного Знамени
- орден Отечественной войны
- Премия Золотой Меркурий, 1980 год[29]

## Продукция и сбыт
В 2019 году завод выпускает различные модели коммерческих автомобилей:
- лёгкие коммерческие автомобили (сегмент LCV2) «Соболь» (2310/23107 и 2752) грузоподъёмностью 0,75—0,9 т;
- малотоннажные грузовые автомобили (сегмент LCV2) «Газель БИЗНЕС» (3302/33023/33027 и 2705) грузоподъёмностью 1,2—1,5 т;
- малотоннажные грузовые автомобили (сегмент LCV2) «ГАЗель NEXT» (A21RXX/A22RXX/A31RXX)грузоподъёмностью 1,2—2,1 т;
- малотоннажные грузовые автомобили (сегмент MCV1) «ГАЗель NEXT 4.6t» (C41R92/C42R92/C45R92/C46R92) грузоподъёмностью 1,9—2,2 т;
- среднетоннажные грузовые автомобили семейств 3307/3309 грузоподъёмностью 4,5 т, 3308 «Садко» и 33086 «Земляк» грузоподъёмностью 2-4 т;
- среднетоннажные грузовые автомобили семейства ГАЗон NEXT City и ГАЗон NEXT 10t (C41RXX/C42RXX/C41RB3) грузоподъёмностью 5,0-6,2 т;
- автобусы особо малой вместимости (микроавтобусы) «Соболь-Баргузин» (2217), «Соболь» (22171) на 6-10 мест, «Газель БИЗНЕС» (3221, 32213) на 6-13 мест, «Газель NEXT Minibus» (A65R3X) на 13-17 мест;
- автобусы малой вместимости «Газель NEXT Citiline» (A63R4X, A64R4X) на 18-19 мест, «Газель NEXT Minibus Maxi» (A65R52-80) на 22 места;

Кроме этого, автозавод участвует в реализации национального проекта «Здравоохранение», поставляя автомобили скорой помощи на базе автомобилей «Соболь», «Газель БИЗНЕС» и «Газель NEXT» в учреждения здравоохранения во всех регионах России (80 % парка медицинских автомобилей страны).
В 2010 году АЗ ГАЗ было отгружено 88 347 автомобилей, что на 64,6 % больше, чем в 2009 году (53 668 ед.).
«ГАЗ» экспортирует свою продукцию в более чем 30 стран мира. Традиционными рынками сбыта являются страны Восточной Европы и СНГ, Юго-Восточной Азии, Южной Америки, Ближнего Востока и Африки.
ГАЗ имеет сертификат на соответствие системы качества национальным и международным стандартам ISO 9001:2000, присвоенный экспертами «TÜV Management Service GmbH» (Германия).
В 2020 году завод начал продажу внедорожных грузовиков «САДКО NEXT» грузоподъёмностью до 3 тонн.

## Модельный ряд

### Легковые автомобили

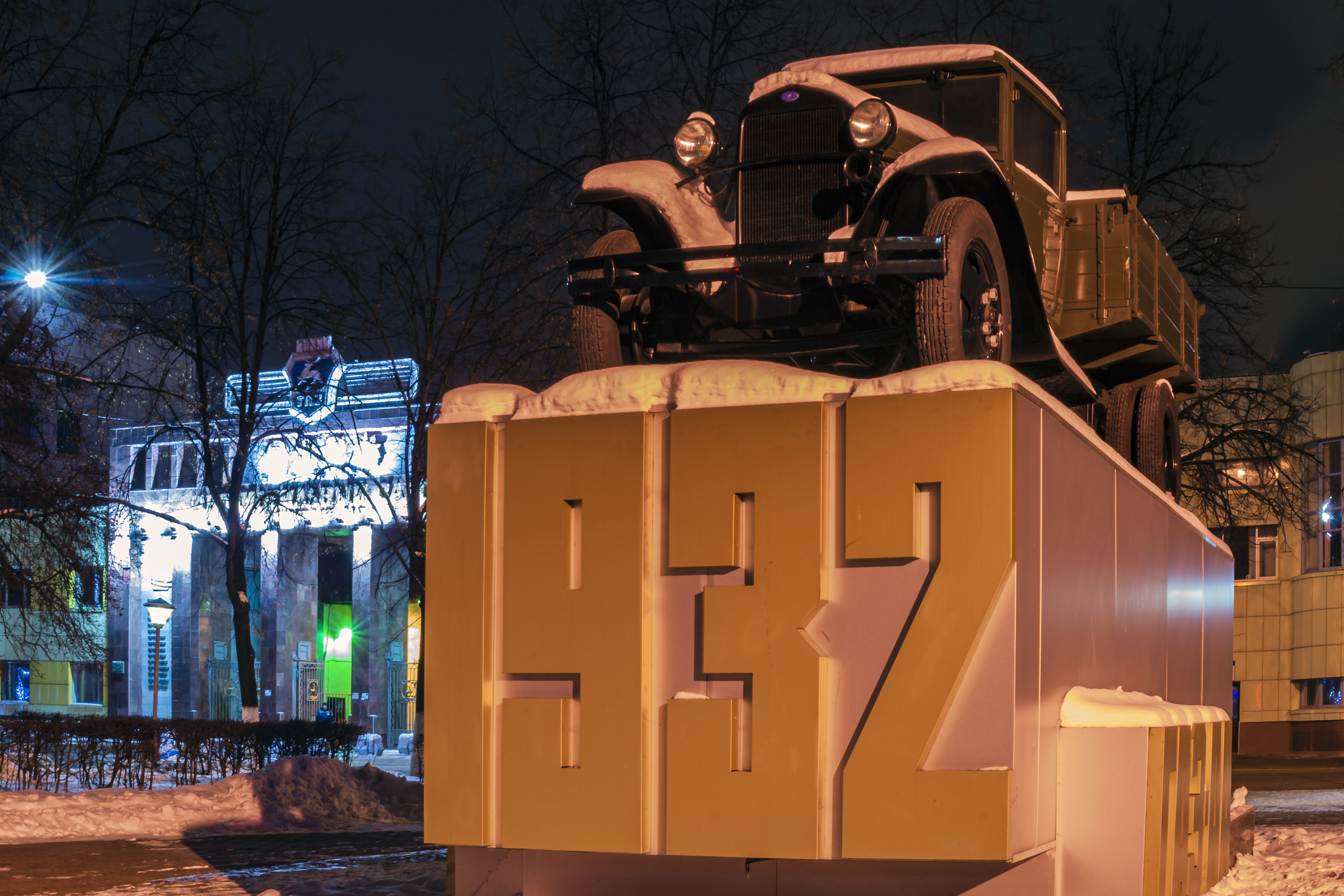
ГАЗ-АА на постаменте возле Главной проходной ГАЗа

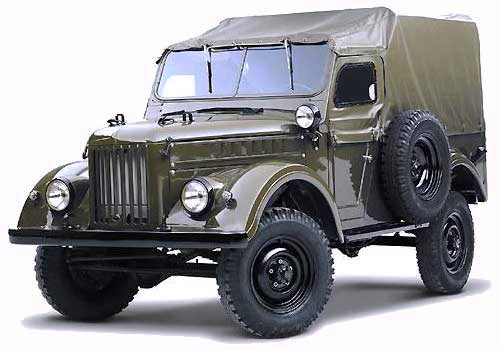
ГАЗ-69

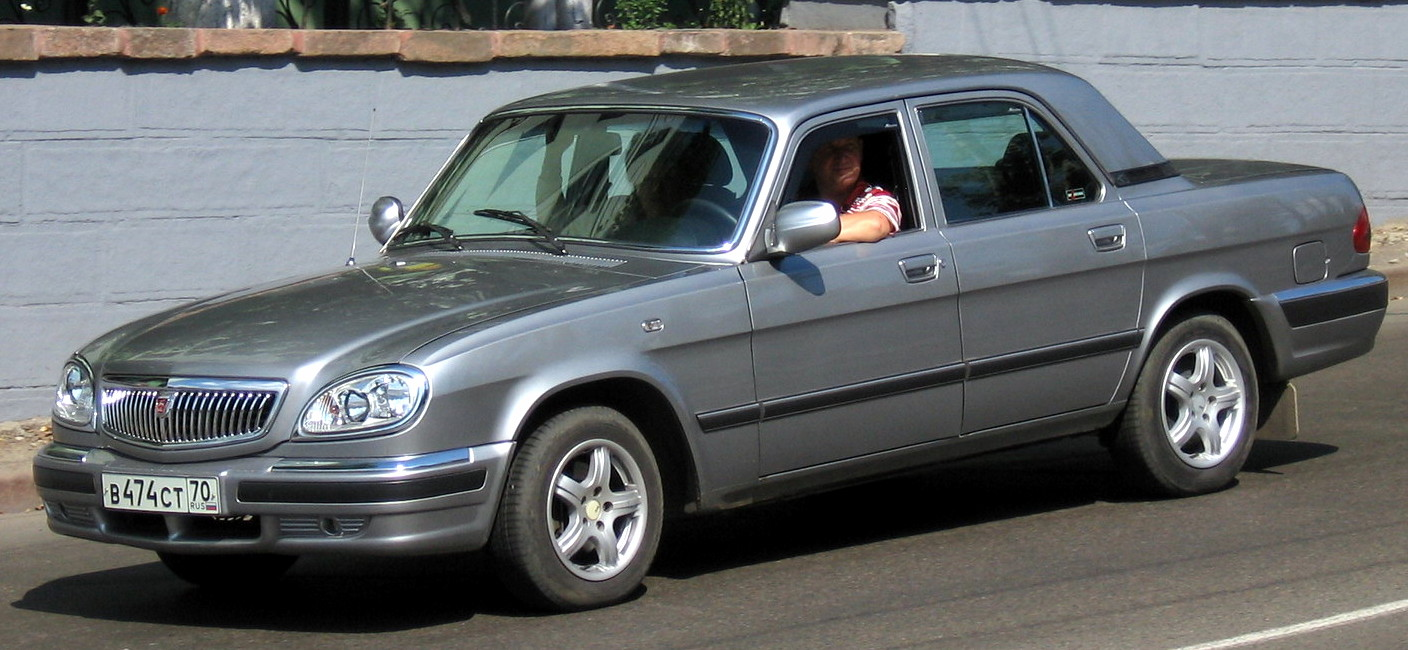
ГАЗ-31105 «Волга» (2004—2009)

Volga Siber (2008—2010)

| Модель                | Годы выпуска                          |
| --------------------- | ------------------------------------- |
| ГАЗ-А                 | 1932—1936                             |
| ГАЗ-М-1               | 1936—1942                             |
| ГАЗ-11-73             | 1940—1942, 1945—1948                  |
| ГАЗ-61                | 1941—1945                             |
| ГАЗ-64                | 1941—1943                             |
| ГАЗ-67                | 1943                                  |
| ГАЗ-67Б               | 1943—1953                             |
| М-20 «Победа»         | 1946—1958                             |
| ЗИМ (ГАЗ-12)          | 1950—1960                             |
| ГАЗ-69                | 1953—1955, 1954—1956 ещё как ГАЗ-69А  |
| ГАЗ-46 МАВ            | 1953—1958                             |
| М-72                  | 1955—1958                             |
| ГАЗ-21 «Волга»        | 1956—1970, универсал ГАЗ-22 1962—1970 |
| ГАЗ-23 «Волга» V8     | 1962—1970                             |
| ГАЗ-13 «Чайка»        | 1959—1981                             |
| ГАЗ-24 «Волга»        | 1967—1985                             |
| ГАЗ-24-95 «Волга» 4х4 | 1974                                  |
| ГАЗ-24-02 «Волга»     | 1972—1987                             |
| ГАЗ-24-24 «Волга» V8  | 1971—1986, 1985—1993 как ГАЗ-24-34    |
| ГАЗ-14 «Чайка»        | 1977—1989                             |
| ГАЗ-24-10 «Волга»     | 1985—1992                             |
| ГАЗ-3102 «Волга»      | 1981—2009                             |
| ГАЗ-3101 «Волга» V8   | 1984—1991                             |
| ГАЗ-31029 «Волга»     | 1992—1997                             |
| ГАЗ-31022 «Волга»     | 1992—1997                             |
| ГАЗ-3105 «Волга»      | 1992—1996                             |
| ГАЗ-3110 «Волга»      | 1997—2005, 2003—2009 как ГАЗ-31105    |
| ГАЗ-310221 «Волга»    | 1997—2008                             |
| ГАЗ-3111 «Волга»      | 2000—2002, 2004                       |
| Volga Siber           | 2008—2010                             |
| Volga C40             | 2024 — настоящее время                |
| Volga K30             | 2024 — настоящее время                |
| Volga K40             | 2024 — настоящее время                |

### Грузовые автомобили и автобусы на их базе

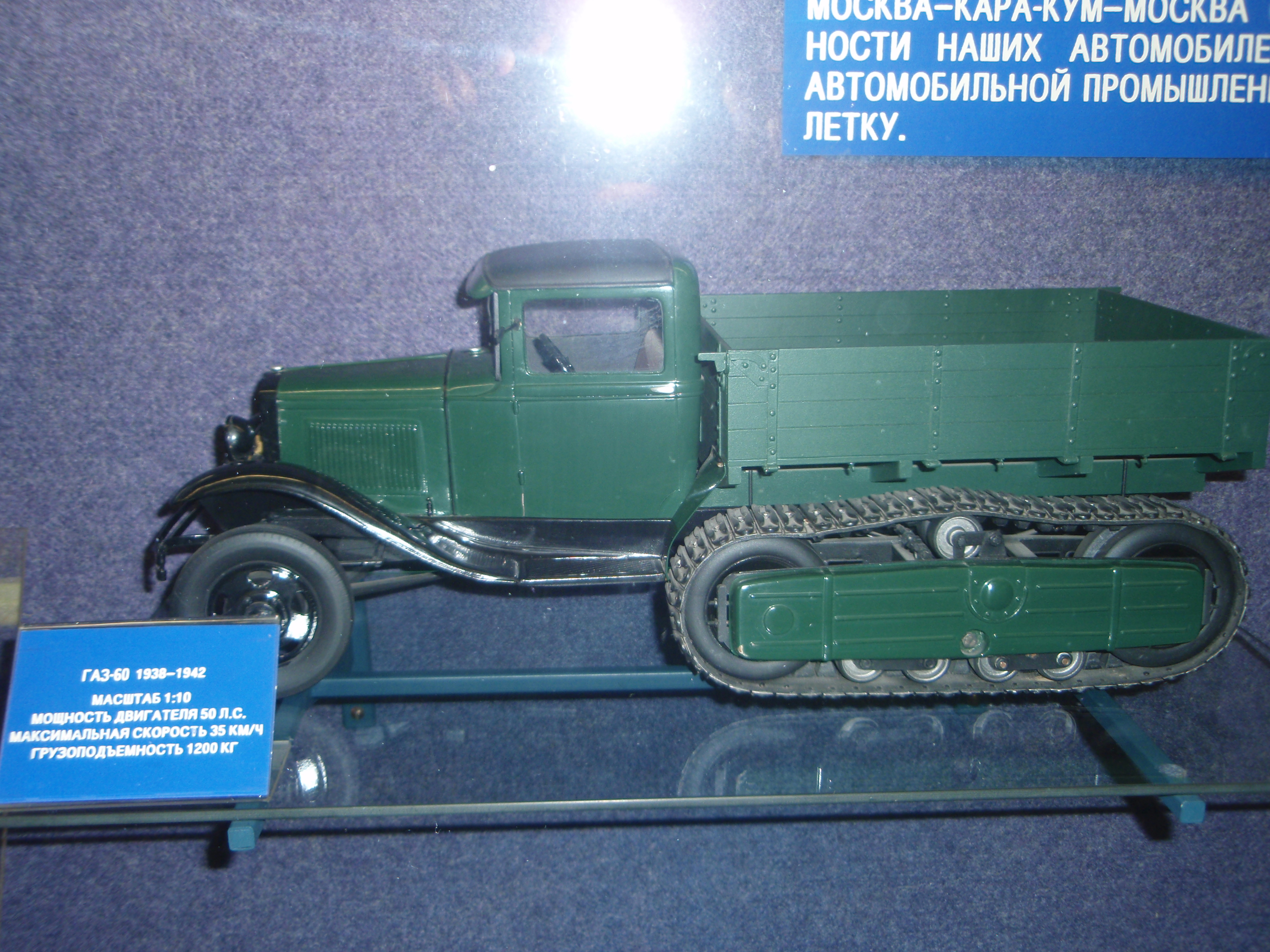
ГАЗ-60 (модель), Государственный Политехнический музей (г. Москва)

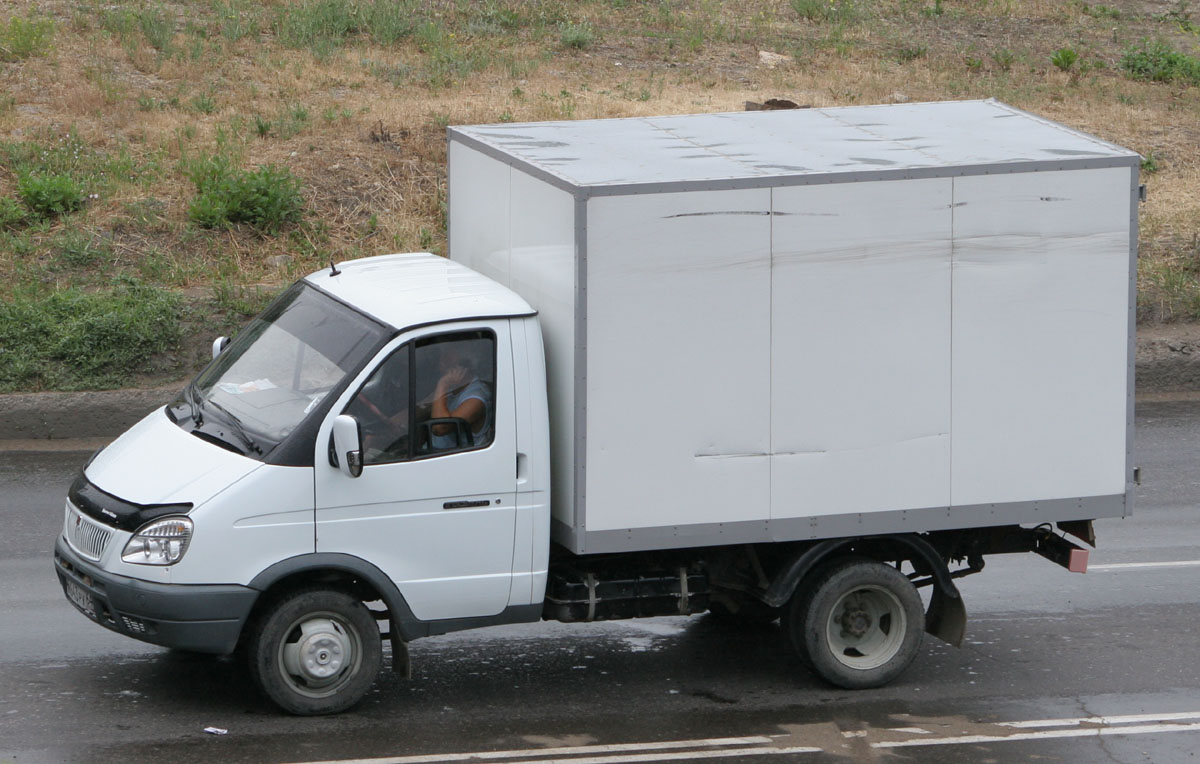
Самый популярный российский коммерческий грузовик 1990—2000-х годов «Газель» ГАЗ-3302 с кузовом фургон-бокс

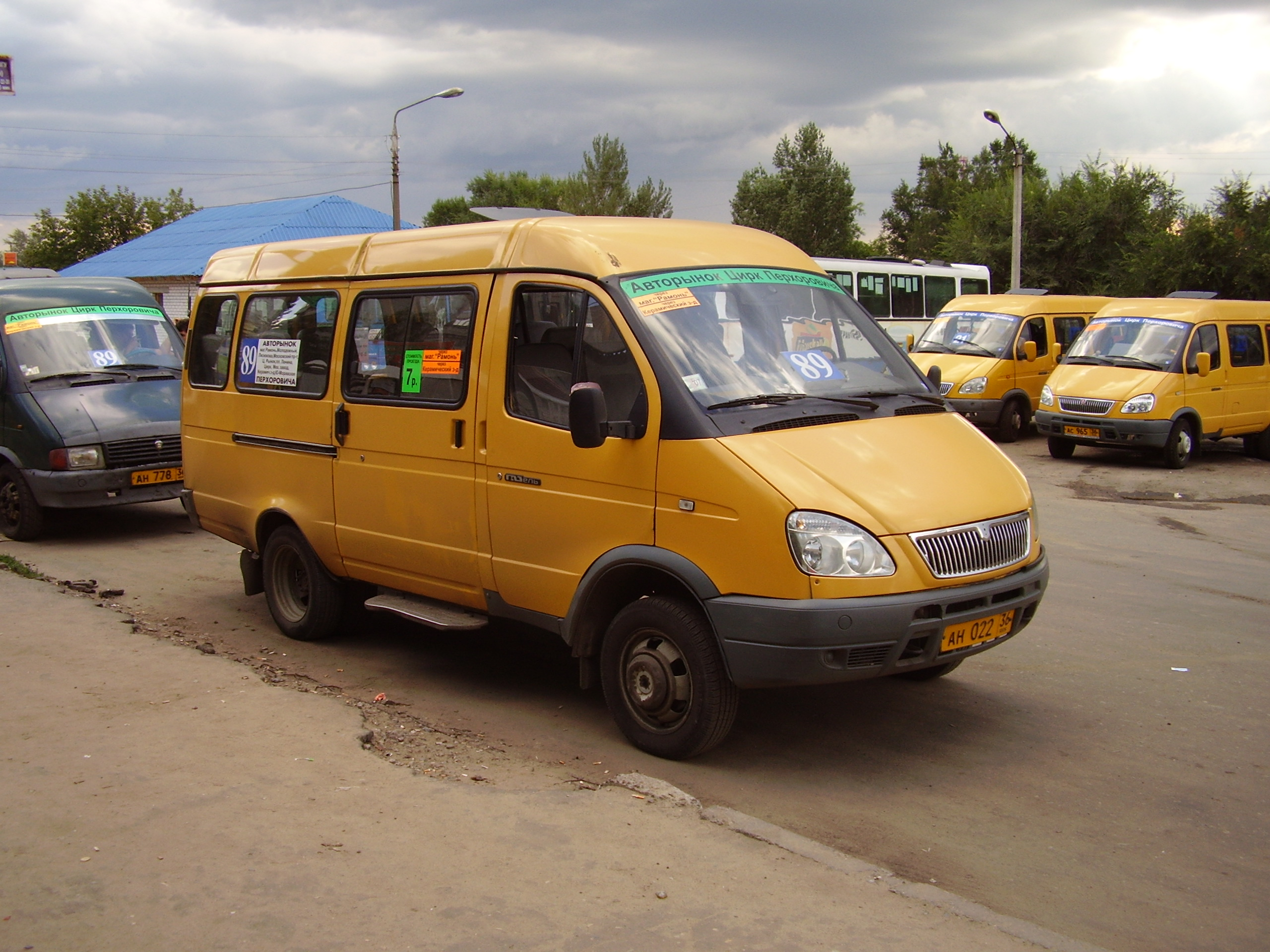
«Газель» — самая популярная марка маршрутного такси на базе микроавтобуса ГАЗ-322132, выпускаемого Горьковским автомобильным заводом

| Модель                     | Года выпуска                                                                |
| -------------------------- | --------------------------------------------------------------------------- |
| ГАЗ-АА                     | 1932—1938                                                                   |
| ГАЗ-03-30                  | 1933—1941, 1945—1950                                                        |
| ГАЗ-ААА                    | 1936—1943                                                                   |
| ГАЗ-05-193                 | 1936—1945                                                                   |
| ГАЗ-ММ                     | 1938—1947 (ГАЗ) 1947—1950 (УльЗИС)                                          |
| ГАЗ-55                     | 1938—1950                                                                   |
| ГАЗ-51                     | 1946—1975                                                                   |
| ГАЗ-63                     | 1948—1968                                                                   |
| ГЗА-651                    | 1949-1951 (в 1952—1961 как ПАЗ-651/-651А и в 1958—1973 как КАвЗ-651А/-651Б) |
| ГЗА-653                    | 1950—1951 (в 1953—1958 как ПАЗ-653)                                         |
| ГАЗ-52                     | 1961—1992                                                                   |
| ГАЗ-53                     | 1961—1992                                                                   |
| ГАЗ-66                     | 1964—1999                                                                   |
| ГАЗ-3307                   | 1989—2009                                                                   |
| ГАЗ-4301                   | 1992—1995                                                                   |
| ГАЗ-3306                   | 1993—1995                                                                   |
| ГАЗ-3302 «Газель»          | с 1994                                                                      |
| ГАЗ-3309                   | 1995—2020                                                                   |
| ГАЗ-2705 «Газель»          | с 1995                                                                      |
| ГАЗ-3221 «Газель»          | c 1996                                                                      |
| ГАЗ-3308 «Садко»           | 1997—2020                                                                   |
| ГАЗ-22171 «Соболь»         | c 1998                                                                      |
| ГАЗ-2217 «Соболь-Баргузин» | c 1999                                                                      |
| ГАЗ-3310 «Валдай»          | 2004—2015                                                                   |
| ГАЗель NEXT                | с 9 апреля 2013                                                             |
| ГАЗон NEXT                 | с 19 сентября 2014                                                          |
| Садко NEXT                 | c 2020                                                                      |
| Валдай NEXT                | с 2021                                                                      |
| Соболь NEXT                | с 2022                                                                      |

### Спецтехника и вездеходы

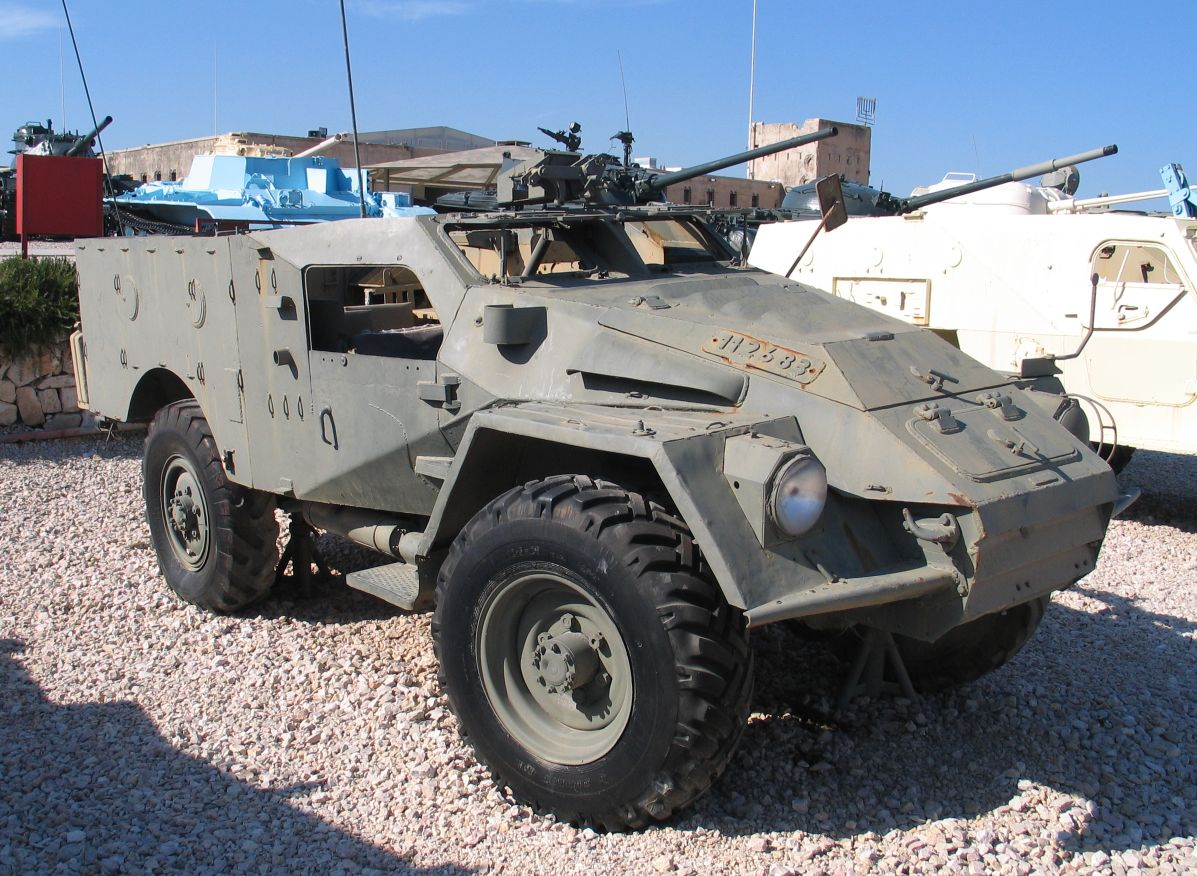
БТР-40

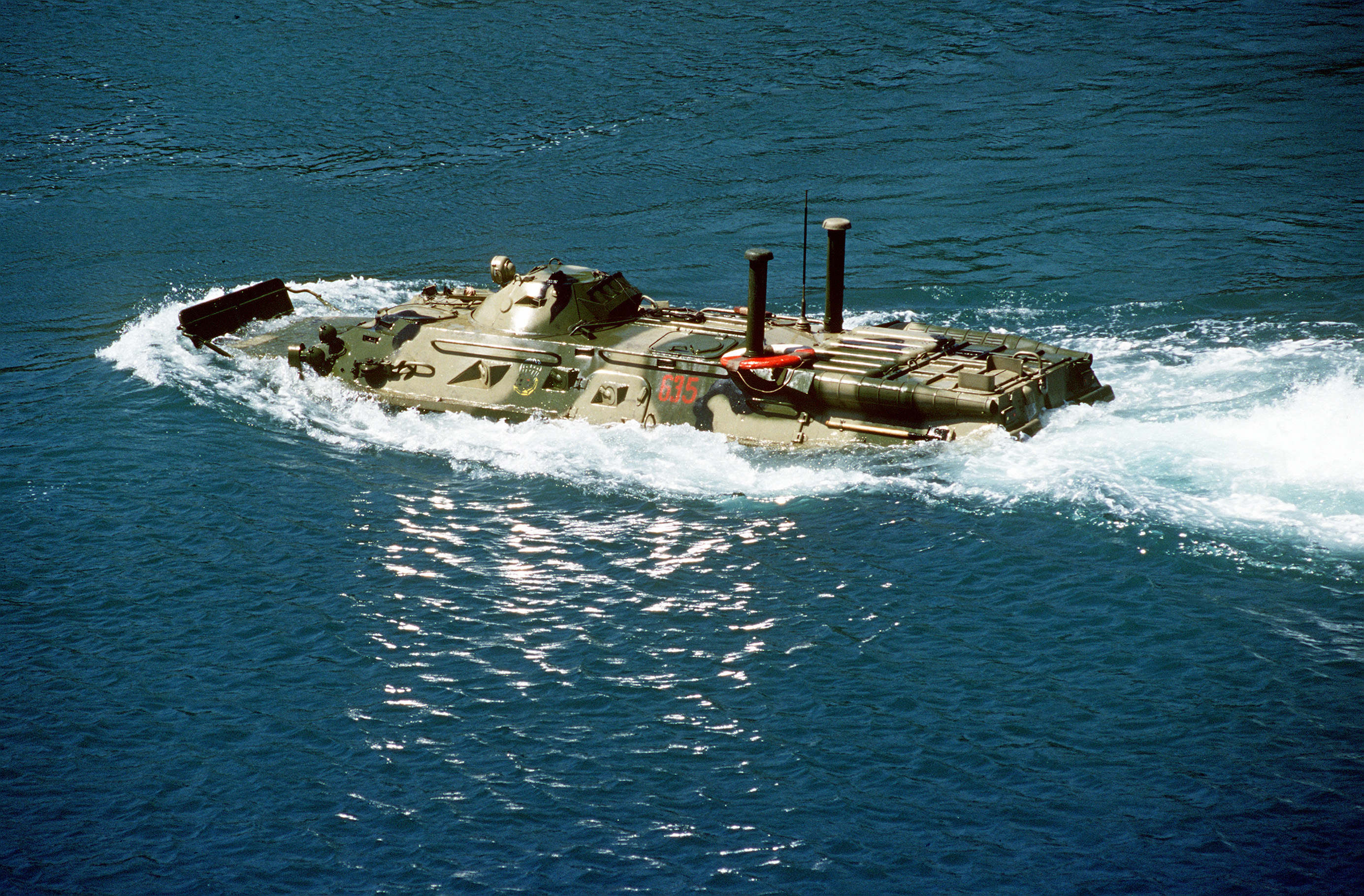
БТР-80

- БАИ-М
- БА-6
- БА-10
- БА-20
- БА-64, БА-64Б
- БТР-40
- ГАЗ-47
- БРДМ-1
- БТР-60
- БРДМ-2
- ГАЗ-73
- БТР-70
- БТР-80
- ГАЗ-34039
- БТР-90 «Росток»
- ГАЗ-3937 «Водник»
- ГАЗ-2330 «Тигр»
- ГАЗ-2975 «Тигр»
- ГАЗ-34039K «Ирбис»
- ГАЗ-3409 «Бобр»
- ГАЗ-3344 (двухзвенный)
- ГАЗ-3351 (двухзвенный)

### Опытные и малосерийные
- 1934 — ГАЗ-А-Аэро
- 1936 — ГАЗ-ВМ
- 1936 — ГАЗ-АААА, 6х4

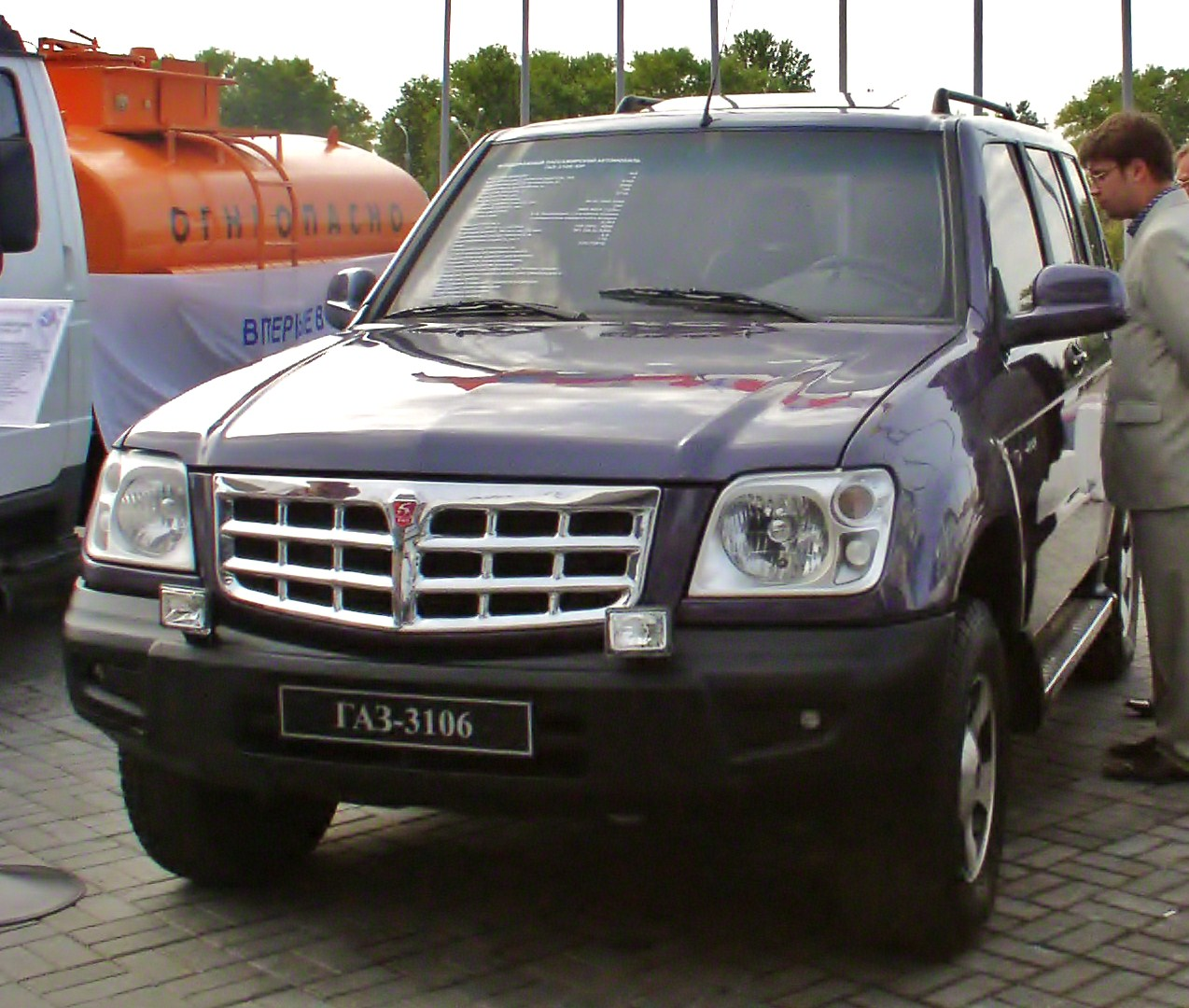
ГАЗ-3106 «Атаман-2», прототип 2005 года

- 1937—1938 — ГАЗ-21/ГАЗ-22, 6х4; БА-21, ЛБ-23, 6х4
- 1938 — ГАЗ-25, 6х4
- 1938 — ГАЗ-62, ГАЗ-63, 4х4
- 1938 — ГАЗ-33, ГАЗ-34, 6х6
- 1940 — ЛБ-62, 4х4
- 1943 — БА-64З, лыжно-гусеничный
- 1944 — ГАЗ-68 (КСП-76), 4х4
- 1938 — ГАЗ-ГЛ-1
- 1948 — Победа-НАМИ
- 1951—1953 — ГАЗ-011
- 1952—1956 — ГАЗ-62, первая серия
- 1954 — ГАЗ-М73
- 1955—1957 — ГАЗ-18
- 1958 — ГАЗ-56, первая серия
- 1959—1962 — ГАЗ-62, вторая серия
- 1961 — ГАЗ-56, вторая серия
- 1995 — ГАЗ-2308 Атаман
- 1998 — ГАЗ-3103 «Волга» (4×2)
- 1998 — ГАЗ-3104 «Волга» (4×4)
- 1999 — ГАЗ-23081 «Атаман Ермак»
- 1999 — ГАЗ-3106 «Атаман-2», первая серия
- 2003 — ГАЗ-3115
- проект — ГАЗ-3902 «Вепрь»
- 2004 — ГАЗ-3106 «Атаман-2», вторая серия
- 2006 — ГАЗ-2332 CityVan
- 2006 — ГАЗ-3121 «Тигр-2»

### Велосипед "Школьник"
«Школьник» — производилась данная модель на Горьковском велосипедном заводе производственного объединения «ГАЗ».

## Руководство завода
- 01.01.1932 — 28.09.1932 — Степан Семёнович Дыбец
- 1932—1938 — Сергей Сергеевич Дьяконов
- 1938—1942 — Иван Кузьмич Лоскутов
- 1942—1943 — Александр Маркович Лившиц
- 1943—1948 — Иван Кузьмич Лоскутов
- 1948—1950 — Григорий Сергеевич Хламов
- 1950—1952 — Георгий Александрович Веденяпин
- 1952—1954 — Павел Яковлевич Лисняк
- 1954—1955 — Николай Иванович Строкин
- 1955—1958 — Николай Васильевич Сазанов
- 19 марта 1958 — 27 июля 1983 — Иван Иванович Киселёв
- 1983—1986 — Николай Андреевич Пугин
- 1986—1994 — Борис Павлович Видяев
- 1994—2001 — Николай Андреевич Пугин
- 01.2001 — 11.2001 — Виктор Николаевич Беляев
- 2001—2002 — Дмитрий Степанович Стрежнев
- 2002—2005 — Алексей Георгиевич Баранцев

## Главные конструкторы
- 1933—1951 — Андрей Александрович Липгарт, руководил и принимал непосредственное участие в создании 67 моделей, 27 из которых пошли в производство.
- 1958—1987 — Александр Дмитриевич Просвирнин, создал большое количество базовых моделей и модификаций легковых и грузовых автомобилей.